# 58608 Ґерольдріхтер
58608 Ґерольдріхтер (58608 Geroldrichter) — астероїд головного поясу, відкритий 22 жовтня 1997 року.
Тіссеранів параметр щодо Юпітера — 3,298.